# Grasmuurspoorbolletje
Het grasmuurspoorbolletje (Septoriella vagans) is een schimmel behorend tot de familie Phaeosphaeriaceae. Het leeft saprotroof op stengels van grassen.

## Kenmerken
De ascosporen zijn glad, met een aantal verticale septa en meten 23-28 × 8-10 µm.

## Verspreiding
Septoriella vagans komt voor in Europa, Japan en Nieuw-Zeeland. Verder zijn eer enkele meldingen bekend uit Noord-Amerika en andere Aziatische landen. In Nederland komt het uiterst veldzaam voor.